# Tazawa (jezioro)
Tazawa (jap. 田沢湖 Tazawa-ko) – oligotroficzne jezioro kalderowe w prefekturze Akita, najgłębsze (głębokość maksymalna 423 m) i 19. pod względem powierzchni jezioro Japonii.